# والت كووالتشيك
والت كووالتشيك (بالإنجليزية: Walt Kowalczyk)‏ هو لاعب كرة قدم أمريكية أمريكي، ولد في 17 أبريل 1935 في ويستفيلد في الولايات المتحدة، وتوفي في 7 نوفمبر 2018.

## وصلات خارجية
- والت كووالتشيك على موقع مرجع كرة القدم المحترفة.كوم (الإنجليزية)